# Roy Taylor
Roy Taylor (Carrickfergus, 1949) é um físico britânico.
Foi condecorado em 2012 com a Medalha Rumford.